# Hanauer Union
Die Hanauer Union ist ein Zusammenschluss der evangelisch-reformierten und der lutherischen Landeskirchen der Grafschaft Hanau-Münzenberg.

## Vorgeschichte

### Reformation in Hanau-Münzenberg

#### Erste Reformation
Die Reformation setzte in Hanau-Münzenberg schon in den zwanziger Jahren des 16. Jahrhunderts ein. Sie zog sich aber lange hin und war eher lutherisch geprägt. Der katholische Gottesdienst wurde nie offiziell aufgehoben und fand in der Marienkirche, der zentralen Kirche der Residenzstadt Hanau, 1550 zum letzten Mal statt. Die konfessionellen Grundlagen dieser Reformation wurden nie eindeutig geklärt, mehrfach wechselte innerhalb weniger Jahre der offiziell zu verwendende Katechismus.

#### Zweite Reformation
In einer „zweiten Reformation“ wurde die Konfession der Grafschaft Hanau-Münzenberg erneut gewechselt. Graf Philipp Ludwig II. verfolgte ab 1597 eine entschieden reformierte Kirchenpolitik und machte von seinem Recht als Landesherr Gebrauch, die Konfession seiner Untertanen zu bestimmen, dem Jus reformandi, und setzte diese Version der Reformation als verbindlich für die Grafschaft durch.

### Aufweichung des reformierten Glaubensmonopols

#### Regierungsantritt des lutherischen Grafen Friedrich Casimir
Nach dem Tod des letzten Grafen aus der Linie Hanau-Münzenberg, Johann Ernst, am 12. Januar 1642 war dessen nächster männlicher Verwandter der lutherische Graf Friedrich Casimir von Hanau-Lichtenberg. Dessen Regierungsantritt war problematisch. Um sich die dafür erforderliche Unterstützung der reformierten, finanzkräftigen, bürgerlichen Führungsschicht der Residenzstadt Hanau zu sichern, blieb dem Vormund des Grafen, Freiherr Georg II. von Fleckenstein-Dagstuhl, nichts anderes übrig, als nach zehntägigen Verhandlungen die seitens der Bürgerschaft gestellten Forderungen zu gewähren. Vorrangig ging es dabei um die Garantie des konfessionellen, reformierten Status quo.
Während sich 50 Jahre zuvor Graf Philipp Ludwig II. auf das Jus reformandi, den Grundsatz cuius regio, eius religio, also das Bestimmungsrecht über die Konfession seiner Untertanen, berufen konnte und eine entsprechende Politik überwiegend durchsetzen konnte, musste Graf Friedrich Casimir nun die freie Religionsausübung der Reformierten nicht nur weiter gewähren, sondern sogar den lutherischen Gottesdienst für sich und seinen Hof zunächst auf die Kapelle im Schloss beschränken.

#### Pro-lutherische Politik
Trotz dieser Zusicherung gegenüber der reformierten Bevölkerungsmehrheit verfolgte Friedrich Casimir eine expansive, pro-lutherische Politik. Schon bald bildeten sich lutherische Gemeinden in der Grafschaft und erste reformiert-lutherische Mischehen kamen zustande. Das führte zu aggressiven Konflikten zwischen dem eingesessenen, reformierten Establishment und den Lutheranern. Diese Probleme sollte ein Religionsvergleich im Jahr 1650 schlichten, der aber ohne anhaltende Wirkung blieb.
Ab 1658 konnte die lutherische Johanneskirche – mit erheblicher finanzieller Hilfe des lutherischen Auslands – errichtet werden. Lutherische Gemeinden etablierten sich in der Stadt Hanau und den Ämtern der Grafschaft.

#### Gleichberechtigung der Konfessionen
1670 kam es zu einem weiteren Vergleich der beiden konfessionellen Parteien, dem so genannten Religionshauptrezeß. Dieser schrieb die Gleichberechtigung der beiden evangelischen Konfessionen fest und gab jeder eine eigene Kirchenverwaltung. Es gab in der Grafschaft Hanau von nun an zwei selbständige Landeskirchen. Jede unterhielt ihre eigenen Einrichtungen, wie Konsistorium, Kirchengebäude, Personal, Friedhöfe und Schulen. Der Graf verzichtet ausdrücklich auf sein – ihm theoretisch immer noch zustehendes – Jus reformandi. Das Abkommen von 1670 wurde zu einer dauerhaften und festen Grundlage des Bikonfessionalismus in der Grafschaft.
Im alltäglichen Umgang der Konfessionen miteinander wurde allerdings zunächst weiter heftig gestritten. So kam es zum Beispiel anlässlich der Abendmahlsfeier am Weihnachtstag 1695 in der reformierten Kirche in Bruchköbel zu einem Zwischenfall, weil Lutheraner die Feier durch ungehöriges Benehmen störten.
Die schlechte Finanzlage der Grafschaft in der Folge des Dreißigjährigen Kriegs und die finanzielle Misswirtschaft des Grafen Friedrich Casimir verzögerten den materiellen Ausbau der lutherischen Infrastruktur in der Grafschaft Hanau-Münzenberg. Diese kam erst unter Graf Johann Reinhard III. (1712–1736) in Schwung. Die Lutheraner bauten nun in der ganzen Grafschaft eigene Kirchen und Schulen. Lutherische Kirchen entstanden in Windecken, Steinau an der Straße, Nauheim (heute: Bad Nauheim), Kesselstadt, Marköbel und Rodheim vor der Höhe („Reinhardskirchen“).

### Aufklärung
Im Laufe des 18. Jahrhunderts entschärften sich die Streitigkeiten durch gegenseitige Gewöhnung aneinander und durch die Aufklärung. Der Gegensatz der Konfessionsparteien wurde zu einem erträglichen Nebeneinander.

## Hanauer Union
Der nach den napoleonischen Kriegen weitgehend geschwundene Gegensatz zwischen Reformierten und Lutheranern rechtfertigte die die Grafschaft Hanau-Münzenberg als relativ kleine Einheit enorm belastende kirchliche Doppelstruktur nicht mehr. Die durch die napoleonischen Kriege ausgelöste wirtschaftliche und finanzielle Krise bewirkte das Ende der bisherigen Bikonfessionalität.
So kam es im Jahr 1818 zur Hanauer Union. Diese evangelische Kirchenunion weist – etwa gegenüber der Kirche der Altpreußischen Union – die Besonderheit auf, dass sie durch die synodale Struktur der Kirche geschaffen wurde, nicht landesherrlich verordnet war. Sie wurde auch als Buchbinder-Union bezeichnet, da man sich zwar gegenseitig die Abendmahlsgemeinschaft zugestand, sich aber auf einen einheitlichen Katechismus nicht einigen konnte: Der Luther-Katechismus und der Heidelberger Katechismus wurden ganz pragmatisch in ein Buch zusammen gebunden und es war den einzelnen Gläubigen überlassen, an welchen der beiden sie sich halten wollten.
Eine praktische Konsequenz der Union war, dass die bis dahin oftmals konfessionelle Bezeichnung der Kirchengebäude geändert werden musste. Dafür wählte man in der Regel die Namen verstorbener Dynasten. Die Hauptkirche in der Altstadt von Hanau, nachreformatorisch die Hochdeutsch reformierte Kirche, erhielt den Namen Marienkirche nach Maria von Hannover, Landgräfin von Hessen-Kassel (* 1723; † 1772). Die ehemals lutherische Kirche in Hanau erhielt die Bezeichnung Johanneskirche nach dem Kurfürsten Johann Georg I. von Sachsen, der einst deren Grundstein gelegt hatte. Und in der ehemaligen Grafschaft Hanau-Münzenberg gibt es etliche Male eine „Reinhardskirche“, benannt nach den letzten Hanauer Grafen Philipp Reinhard und Johann Reinhard III.